# Qaanaaq
Qaanaaq ([qaːˈnaːq] según la antigua ortografía K'ânâĸ, anteriormente Thule o New Thule) es una localidad y cabecera del municipio de Avannaata al noroeste de Groenlandia. Es la única población en la antigua región de Groenlandia septentrional, así como del otrora municipio Qaasuitsup. Una de las ciudades más septentrionales del mundo.

## Descripción
Qaanaaq (el núcleo) tiene 640 habitantes, y el municipio completo 850 (datos del 1 de enero de 2005). Además del núcleo, existen cinco pueblos (habitados):
- Savissivik, 78 habitantes, en la parte septentrional de la bahía de Melville, al sur del municipio.
- Moriusaq 21 habitantes, a unos 30 km de la Base aérea de Thule.
- Qeqertat 22 habitantes (en la isla principal de Harward Øer).
- Qeqertarsuaq 2 habitantes (en una isla, Herbert Ø).
- Siorapaluk 87 habitantes (el segundo asentamiento humano habitado naturalmente más septentrional del mundo: latitud 77°47'N). Después de Ny-Ålesund (78°55'N), Islas Svalbard, Noruega.

Todos los pueblos presentan un descenso poblacional, y sus habitantes se emigran a la ciudad. Antiguamente el número de pueblos era mayor, pero algunos han sido abandonados. En la actualidad, Qeqertarsuaq se encuentra prácticamente abandonado. Este proceso de concentración en las ciudades se puede apreciar a lo largo de toda Groenlandia.
A 78 km al noroeste de Siorapaluk se encuentra Etah, un pueblo abandonado que en su día fue el más septentrional del mundo, con latitud 78°19'N).
El municipio tiene un área de 225 500 km², una gran parte de los cuales están cubiertos por el hielo. Limita al sur con el municipio de Upernavik, al este con el parque nacional del Noreste de Groenlandia, al norte con el océano Ártico, y al oeste con el estrecho de Nares, que separa Groenlandia septentrional de la isla de Ellesmere de Nunavut en Canadá.

## Historia
Los habitantes de Qaanaaq son de habla idioma groenlandés occidental y muchos del Inuktun. La localidad se fundó después que la población de Thule se convirtiera en una base aérea de los Estados Unidos. En aquel momento, los habitantes groenlandeses de Thule fueron realojados en Qaanaaq. La construcción más alta de Groenlandia, el Radio Mast Thule de 378 metros, se encontró cerca de la ciudad hasta 1992, cuando fue derruida.

## Base aérea de Thule
La Base aérea de Thule (Pituffik, que al igual que el PNNE de Groenlandia tienen jurisdicción especial) forma parte de la red de radares de alerta de los Estados Unidos, unas instalaciones muy importantes en el reciente debate sobre la defensa nacional. La actualización de los sistemas de defensa ha causado fricciones con Groenlandia y Dinamarca. El 22 de enero de 1968, un B-52 se estrelló diez kilómetros al sur de la base, accidente en el que se perdieron varias bombas nucleares y restos del avión quedaron desperdigados por la zona.
Cerca de Qaanaaq se encuentra una de las construcciones más altas del mundo, Radio Mast Thule, de 410 metros de altura.
Air Greenland dispone de servicios operativos para Qaanaaq.